# وكيع بن حسان التميمي
وكيع بن حسان بن قيس بن أبي سود الغُدَاني اليربوعي التميمي (30 هـ - 101 هـ / 650 م - 719 م) أمير خراسان، وفاتك مشهور، وفارس شجاع مقدام لا يقوم له أحدُ عند اللقاء، وأحد قادة الفتح الإسلامي في بلاد ما وراء النهر، ويعد من سادة بني تميم، شارك في الفتوحات الإسلامية في سجستان، وخراسان، وينسب إليه فتح مدينة بخارى التي تعد من أكبر مدن بلاد ما وراء النهر، وكذلك شارك في فتح الصغد.
وكان من بيت شرف في تميم، وأبوه هو الصحابي حسان بن قيس الغداني، وكان له ابن واحد اسمه محمد، وامه ام ولد، وقد ولي شرطة البصرة وكان ناسكًا، ومن أحفاده مُحَمد بن هشام بن مُحَمد بن وكيع بن أبي سُوَد من أشراف أهل البصرة، وأبو مالك بن محمد بن وكيع بن أبي سُوَد.
ثار عام 96 هـ على القائد قتيبة بن مسلم الباهلي ثم قتله مع عدد من أهل بيته، وصار أميراً على خراسان مكانه، وخضعت له القبائل العربية هناك، فأقام يجمع الزكاة والخراج، كما تولى تقييد والي خراسان يزيد بن المهلب، وأخذه وتسليمه إلى جنود الخليفة عمر بن عبد العزيز ليسجن بعد عزله، ثم أقام في البصرة حتى توفي عام 101 هـ في أواخر عهد عمر بن عبد العزيز.
وقد رثاه ومدحه الشعراء، ومنهم الفرزدق، وجرير، ونهار بن توسعة وغيرهم، وكان كريماً سخياً يجزل لهم العطايا، ومن ذلك قول الشاعر جرير في مدحه مفاخراً بشجاعته لانه من رهطه على الاخطل التغلبي:
وبنو غدانة هم رهط وكيع، قال ابن دريد «غدانة بن يربوع، اسمه أشرس، وغدانة لقب، وهو مأخوذ من التغدُّن، والتغدُّن الاسترخاء»، وخالفه ابن منظور فقال؛ «غُدَانة من التغدُّن؛ وهو النعمة واللين، يقال بني فلان في عيش غدنة أي رغد ورفاهية».

## نسبه ونشأته
- هو وكيع بن حسان بن قيس بن أبي سُوَد بن كلب بن عوف بن مالك بن غُدَانة واسمه أشرس بن يربوع بن حنظلة بن مالك بن زيد مناة بن تميم بن مر الغُدَاني اليربوعي التميمي[18][19]، يكنى أبا مُطَرف، وكان سيداً في قومه بني تميم، وراسًا من رؤس العرب في خراسان[20]، وقال ابن قانع، وابن منده، وابن أبي عاصم كان لوالده حسان بن قيس[معلومة 1] المكنى بأبي السود صحبة[21][22]، وأمه من بني غدانة بن يربوع بن حنظلة بن مالك بن زيد مناة بن تميم بن مر ولم تذكر المصادر اسمها[23]، وله ابن واحد كان ناسكاً اسمه مُحَمد بن وكيع بن أبي سُوَد، شهد مع والده قتل قتيبة ووقائعه وجهاده، وكان أحفاده بالبصرة، ومنهم مُحَمد بن هشام بن مُحَمد بن وكيع بن أبي سُوَد من أشراف أهل البصرة وولي شرطتها، ومنهم أبو مالك بن مُحَمد بن وكيع بن أبي سُوَد.[24]

وهو ينتمي إلى بني تميم التي تعد قاعدة من أكبر قواعد العرب، ومن أكثر قبائل العرب في خراسان، وكان لهم إسهام كبير في فتحها أيام الخلفاء الراشدون، وكان أحد زعمائهم الأحنف بن قيس التميمي هو الذي فتح خراسان في زمن الخليفة عمر بن الخطاب، ومما يدل على كثرة بني تميم، مارواه أبو عبيدة بن المثنى ؛ أن عدد الجنود المقاتلين من تميم يوم مقتل قتيبة المسجلين في ديوان الجند عام 96 هـ أكثر من أربعة وعشرون ألف مقاتل، وقد ذكر الخليفة الأموي هشام بن عبد الملك أنهم أكثر أهل خراسان في رسالته إلى واليه يوسف بن عمر الثقفي فقال «إن تميماً أكثر أهل خراسان».
وكان كثير من قادة الفتح الإسلامي لبلاد العراق وفارس من تميم ومنهم، القعقاع بن عمرو، وأخيه عاصم بن عمرو، وجزء بن معاوية، وربعي بن عامر التميمي، وحنظلة بن الربيع، وزهرة بن الحوية التميمي وغيرهم.
وقد ولي إمارة خراسان عدد من تميم منهم؛ خليد بن قرة التميمي في عهد علي بن أبي طالب، وبكير بن وشاح التميمي في عهد عبد الملك بن مروان، ووكيع بن حسان التميمي في عهد سليمان بن عبد الملك، وتولى عدد منهم مناصب مختلفة فيها، مثل إمارات المدن، والشرطة، وقيادة الجيوش، ومن أبرزهم سلم بن أحوز التميمي الذي كان على شرطة نصر بن سيار الكناني أخر ولاة الأمويين في خراسان.

## فتحمدينة بخارى

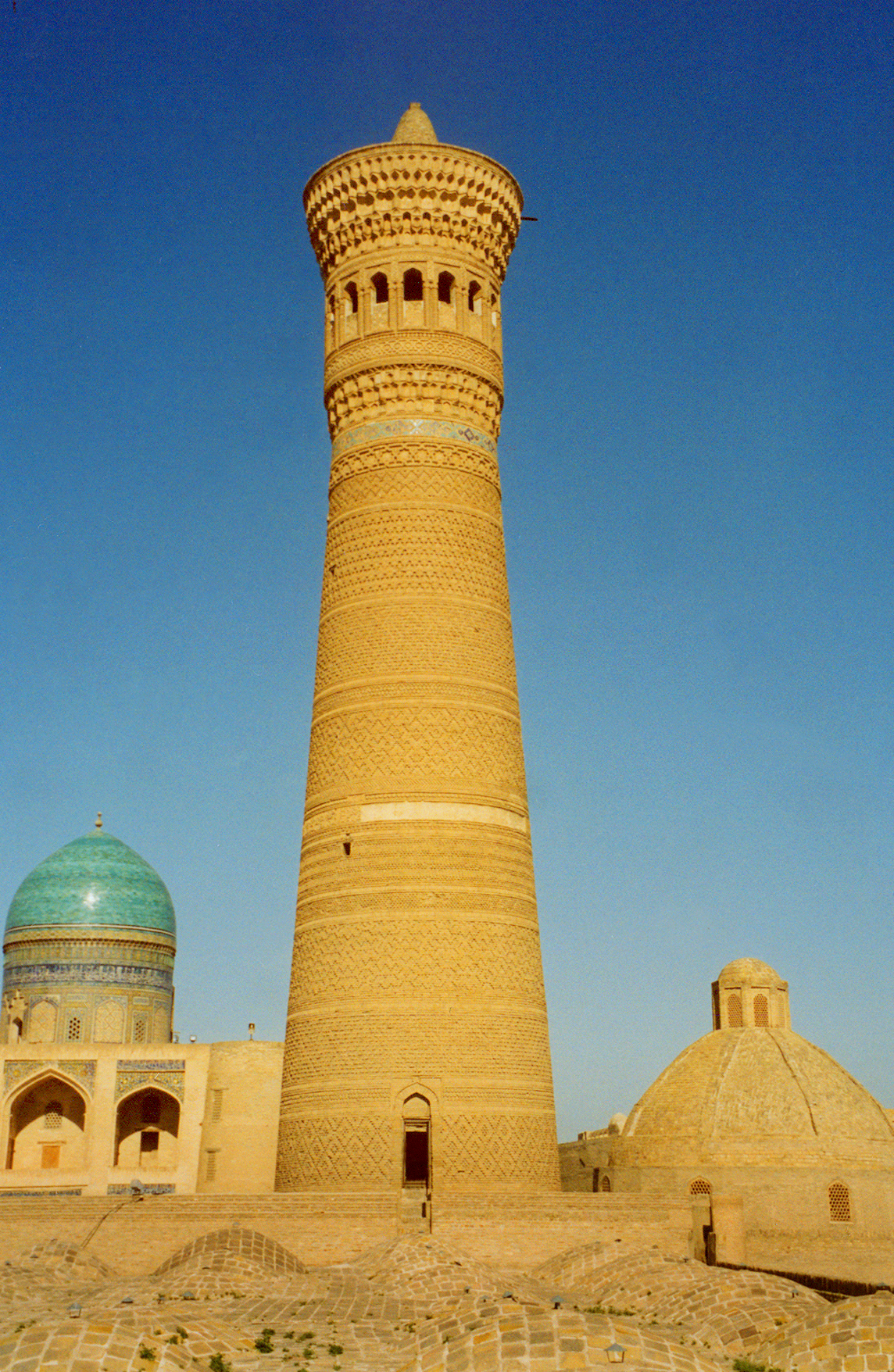
وسط مدينة بخارى التاريخي وتقع اليوم في أوزبكستان.

كان على بخارى ملك من ملوك الترك اسمه وردان، وكان في جيش عظيم، فقصده قتيبة بن مسلم الباهلي ومعه الأزد وهي من قبائل العرب في خراسان، وقاتلهم الترك قتالاً شديداً، ثم إن الأزد انهزموا وفروا، وركبهم المشركون، فحطموهم حتى أدخلوهم معسكرهم، وجاوزوه حتى ضربت نسائهم الخيل، فكروا راجعين، ورد الترك إلى مواقفهم، ووقفوا على مرتفع، فقال قتيبة بن مسلم لقبائل العرب من يزيلهم عن هذا المرتفع، فلم يتحرك أحد منهم، بعد ماشاهدوا شدة قتال الترك وبأسهم.
فمشى قتيبة بن مسلم الباهلي إلى بني تميم وكان أميرهم حينها وكيع بن حسان التميمي وقال لهم «يا بني تميم يوماً كأيامكم، أبي لكم الفداء»، فلما سمع وكيع ذلك، أخذ لواء قومه بني تميم بيده، وقال لهم يا بني تميم أتسلمونني اليوم، فقالوا له لا يا أبا مُطَرف، وكان على خيل بني تميم يومها هُرَيم بن أبي طحمة بن حارثة التميمي، فقال له وكيع قدم خيلك يا هُرَيم ودفع إليه الراية، فتقدم هريم بالخيل، ووكيع بالرجالة، فاعترضهم نهر جيحون، فوضعوا جسراً من خشب وعبروه، وقال وكيع لمن معه من قومه تميم «من وطن نفسه على الموت فليعبر، وإلا فليثبت مكانه»، فعبر معه ثمانمائة فارس من تميم، ثم قسم الخيل إلى ميمنة وميسرة، وقال وكيع لهريم ؛ إني مطاعن الترك، فأشغلهم عنا بالخيل، فحمل وكيع بالرجالة، وحمل هُرَيم بالخيالة، حتى خالطوا الترك، وأخذوا يطاعنونهم، ولم يزال القتال بينهم شديد، حتى حدر بنو تميم الترك عن التل المرتفع، وأخذوا مواقعهم، وانهزم الترك هزيمة شديدة، وقتل منهم مقتلة عظيمة، وأخذوا بالفرار، وخيل بني تميم تتبعهم، وجرح يومها ملك الترك خاقان وابنه.
ثم نادى قتيبة من حوله من القبائل وقال لهم؛ أما ترون الترك ينهزمون ؟، فلم يعبر أحد منهم، حتى إنهزم الترك هزيمة كاملة، ثم عبر قتيبة وعبر الناس معه نهر جيحون، وكتب قتيبة بفتح بخارى إلى الحجاج بن يوسف الثقفي، وكان فتحها عام 90 هـ، وذكر له أنه أرسل أخاه عبد الرحمن بن مسلم في جيش ففتحها، وكان الحجاج بن يوسف قد وصلته أخبار المعركة وبلاء بني تميم فيها، فغضب على قتيبة، لانه لم ينسب النصر لبني تميم، فاغتم قتيبة من ذلك، فقال له بعض مستشاريه أن ابعث رجالاً من تميم في وفد إلى الحجاج وأعطهم وأرضهم.
وكان قتيبة بن مسلم الباهلي يشيد دائماً بوكيع بن حسان التميمي ويصفه بأنه مثل الدرع الحصينة له، وقال نهار بن توسعة من بكر بن وائل يذكر وقعة بني تميم بقيادة وكيع بن حسان التميمي  وفتحهم مدينة بخارى، وعدم إقدام غيرهم من القبائل على ذلك:
ولما فتحت مدينة بخارى بسواعد بني تميم، دخلها قتيبة وهدم سورها حتى ساواه بالأرض، ثم جمع غنائمها، فأخرج منها الخمس وبعث به إلى الحجاج، وقسم الباقي بين المسلمين، وقوي أمر المسلمين بهذه الغنائم الكبيرة التي أصابوها، ووصل سعر السلاح سبعين درهماً، وأصاب المسلمون أسلحة كثيرة، وما لا يحصى من الذهب والفضة.

## الفتوحات الإسلامية في بلادما وراء النهر

خريطة لِبلاد ما وراء النهر وأبرز مُدُنها وقصباتها خِلال القرن الثامن الميلادي

شهد وكيع بن حسان بن أبي سُوَد التميمي مع قتيبة بن مسلم الباهلي جميع غزواته في بلاد ماوراء النهر، وكان وكيع على قومه بني تميم الذين كان لهم أحسن البلاء في تلك الفتوحات، وكانوا على مقدمة جيوش المسلمين، وكان قتيبة بن مسلم كثير الإعتماد على بني تميم في معاركه، وقد لجا إليهم في قمع الفتن الداخلية التي حصلت ضده في خراسان، وذلك لأنهم جميعاً من القبائل المضرية، وفي مضر بن نزار يلتقي نسب قتيبة بن مسلم ببني تميم.

### وكيع في فتحالصغد
لما فتح قتيبة بن مسلم بخارى بسواعد بني تميم، سار بالجيش ومعه وكيع بن حسان إلى الصغد، وكانت الأخبار قد وصلتهم، فخافوا منه، فأرسل طرخون ملك الصغد إلى قتيبة، يطلب منه أن يرسل إليه رجالاً يكلمهم، فارسل له رجالاً، فسال طرخون الصلح، وأقر بدفع الجزية للمسلمين، وأخذ من قتيبة رهناً، ثم إنصرف قتيبة بمن معه إلى نيزك، وعاد طرخون ملك الصغد إلى بلاده بالأمان.

### غزو نيزك وفتحالطالقان
ثم جاء قتيبة غدر نيزك، فسار بمن معه بعد صلحه مع الصغد، وكان على مقدمة الجيش وكيع بن حسان في قومه تميم، فلما رأى نيزك جموع قتيبة ومن معه من المسلمين خافهم، فأرسل يطلب النجدة من أصبهذ بلخ، وإلى باذام ملك مرو الروذ، وإلى سهرب ملك الطالقان، وإلى ترسل ملك الفارياب، وإلى الجوزجاني ملك الجوزجان، فخلعوا جميعاً العهد مع قتيبة بن مسلم، وتواعدوا على غزو المسلمين في دارهم، وأرسل بعدها إلى كابل شاه فأرسل له جيشًا، فسار قتيبة بالجيش ومعه وكيع وأوقعوا بأهل الطالقان، وقتلوا منهم مقتلة عظيمة، وصلب قتيبة منهم ناسًا، ثم سار قتيبة إلى مرو الروذ، فبلغ ذلك المرزبان، فهرب منها، فقبض قتيبة على ولدين له وقتلهما وصلبهما، ثم مضى إلى الفارياب، فخرج إليه ملكها طالباً الصلح مقراً بدفع الجزية، فصالحه وأخذها منه، ولم يقتل منهم أحداً، ثم مضى إلى الجوزجان، فترك ملكها أرضه، وهرب إلى الجبال، فتلقاه أهلها سامعين مطيعين له، فقبل منهم ايضاً، ولم يقتل منهم أحداً، وأستعمل عليهم قتيبة رجل من بني تميم اسمه عامر بن مالك الحماني التميمي.

### صلح ملكخوارزموفتح خام جردوسمرقند

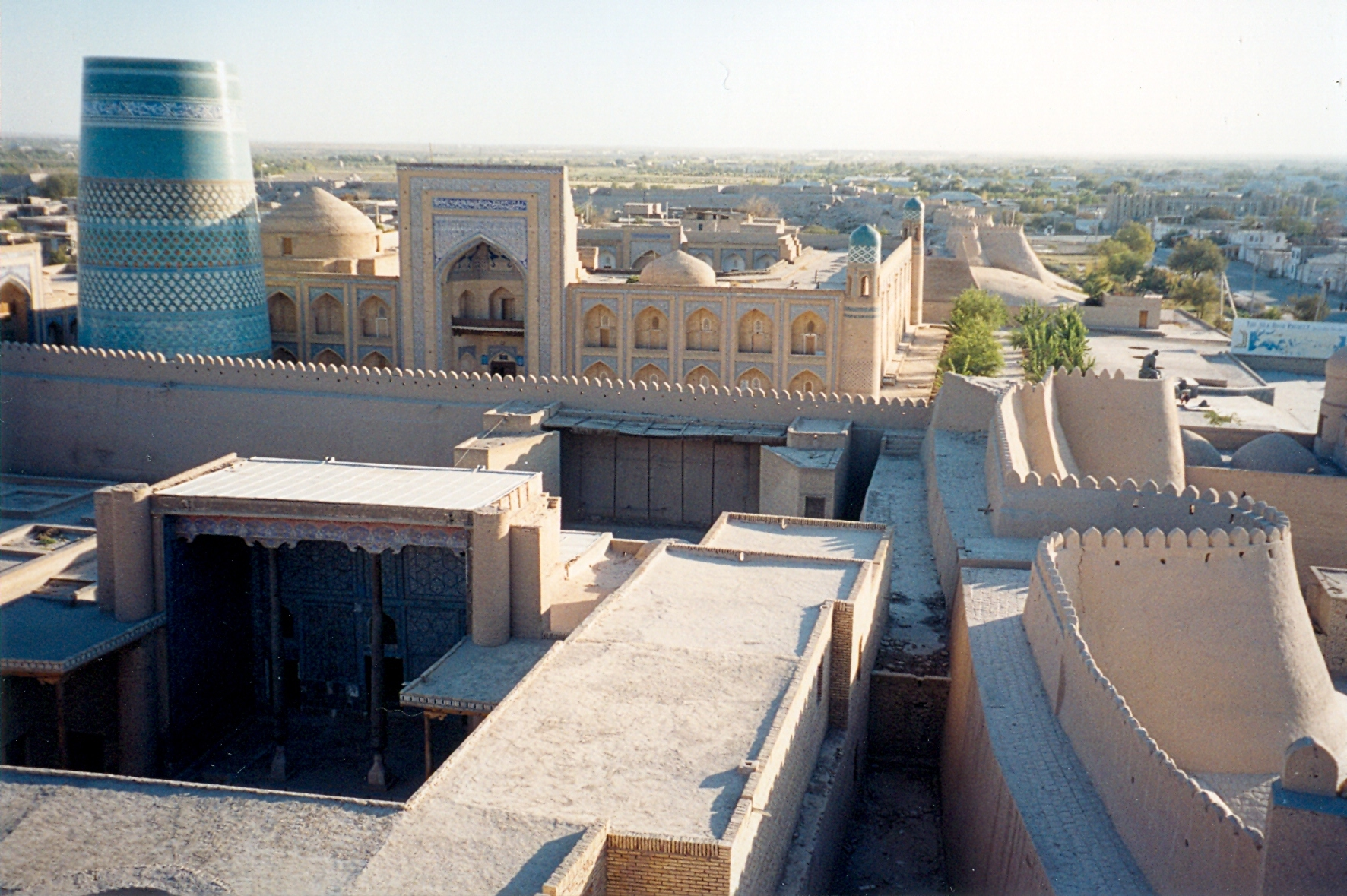
سور أحد القلاع في مدينة خوارزم

في سنة 93 هـ سار والي خراسان قتيبة بن مسلم الباهلي لغزو خوارزم، ومعه بني تميم وعليهم وكيع بن حسان، وعسكر المسلمون في هزار سب، وعسكر ملك خوارزم في مدينة الفيل، ويفصل بينهم نهر بلخ، فخاف ملك خوارزم من المسلمين وهاله ما راى، فاستشار من حوله على أن يعطي المسلمين الجزية حتى يتركوهم، فوافقه مستشاريه على ذلك، وكانت خوارزم عبارة عن ثلاثة مدائن كبيرة وهي؛ مدينة هزار سب وهي التي عسكر فيها المسلمون، ومدينة الفيل وهي أحصنها وعسكر فيها ملك خوارزم، فصالحهم ملك خوارزم على عشرة ألاف رأس، وعين ومتاع، وعلى أن يعين المسلمين على ملك خام جرد، فقبل قتيبة ذلك منهم، ثم سير قتيبة الجيش إلى خام جرد وجعل عليه أخاه عبد الرحمن بن مسلم، فانتصر المسلمون عليهم، وفتحوا أرضهم، وقتلوا ملك خام جرد، وقيل أن قتيبة صالح ملك خوارزم على مائة ألف رأس.
ثم سار قتيبة بالجيش إلى سمرقند، وحاربه أهلها، واقتتلوا قتالاً شديداً، وكان مع قتيبة عدد من بني تميم، فجعل رجل من البراجم وهي من قبائل تميم يحاصر أهل سمرقند ويطاعنهم، فلم يفلت منهم إلا نفر يسير، وحوى المسلمون على جميع ما معهم من السلاح، وأسروا منهم اسرى، وفتحوا بلادهم.

## علاقته مع الولاة فيالدولة الأموية

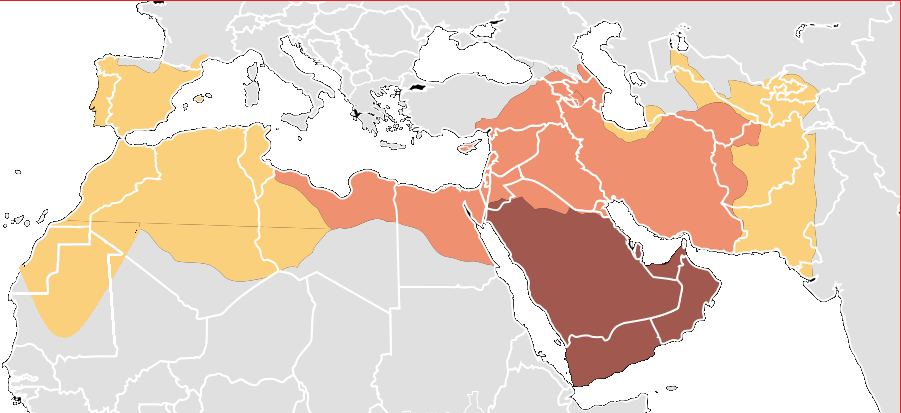
الخلافة الإسلامية في قمة توسعها.
توسع الدولة الإسلامية في عهد الرسول محمد ، 1 هـ - 11 هـ
توسع الدولة الإسلامية في عهد الخلفاء الراشدين، 11 هـ - 41 هـ
توسع الدولة الإسلامية في عهد الخلفاء الأمويين، 41 هـ - 132 هـ

### معقتيبة بن مسلم الباهلي
كانت العلاقة بين وكيع بن حسان التميمي ووالي خراسان قتيبة بن مسلم الباهلي في زمن الخليفة الأموي الوليد بن عبد الملك قوية ومكينة، إذ كان قتيبة يعتبر وكيعاً من أخلص قادته الذين يعتمد عليهم في المهام الخاصة، والأوقات العصيبة، وكما قتيبة يقول لوكيع «يا أبا مُطَرف أنت لي مثل الدرع الحصينة»، وأستشاره قتيبة في فتح بيكند، وكان خاقان ملك الترك قد تقدم بجموع كبيرة، فقال قتيبة لوكيع كما ترى عددهم ؟، فقال وكيع؛ إنهم يزيدون عن ثمانين ألفاً، فقال قتيبة صدقت، فما عندك لهم، فقال وكيع كل ماتحب أيها الأمير، ثم نادى وكيع في قومه وقال « يا معشر المسلمين من كان يريد منكم الموت فليتبعني، ومن كان كارها فليثبت مكانه»، ثم حمل على الترك، وحمل معه عشرة ألاف من قومه بني تميم حتى كان لهم النصر، وظفِروا بعدوهم، وصار الترك يفرون إلى الصغد والجبال. وكان خرج على قتيبة بن مسلم خوارج في خراسان فغمه ذلك واحزنه، فقيل له أيها الأمير مايهمك منهم وجه وكيع بن أبي سُود التميمي إليهم، وهو يكفيك أمرهم، فقال قتيبة إن وكيع رجل به كبر، يحتقر أعداءهُ، وقد انتهت هذه العلاقة المتينة والقوية بين وكيع وقتيبة، لما عزل قتيبة وكيعاً عن رئاسة قومه بني تميم بأمر من الحجاج بن يوسف، وجعل مكانه رجلاً أخر يقال له ضرار بن الحصين التميمي، فنقم عليه وكيع وحقد عليه لذلك وأضمر له الشَّرَّ والجفاء، حتى ثار عليه لاحقاً وقتله وصلبه مع عدد من أفراد اسرته، واستولى على خراسان.

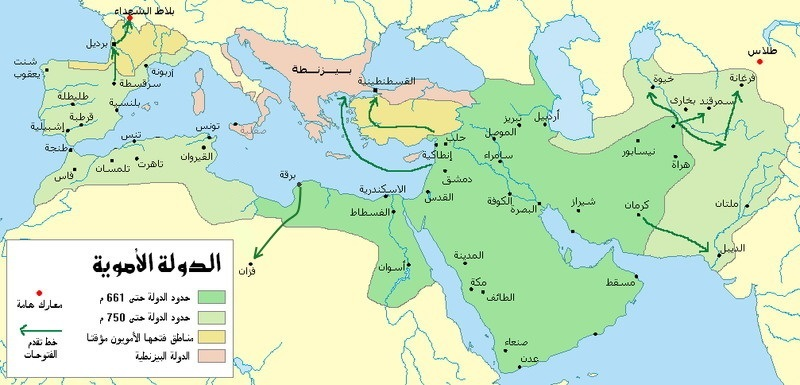
خريطة ولايات الدولة الأموية

### معالحجاج بن يوسف الثقفي
كتب الحجاج بن يوسف الثقفي إلى قتيبة بن مسلم كتابًا وفيه «إذا وصلك كتابي هذا، فاضرب عنق وكيع بن أبي سُوَد»، فكتب إليه قتيبة كتابًا وفيه «إنه ليس هناك رجل في خراسان أعظم غناء من وكيع بن أبي سُوَد في محاربة العدو»، وهذه شهادة من قتيبة بن مسلم بشجاعة وكيع وبطولته، واكتفى قتيبة بعزل وكيع عن رئاسة قومه بني تميم، وكان الحجاج بن يوسف حسوداً حقوداً، يبغض الأشراف من الرجال.

### مععدي بن أرطاةويزيد بن المهلب
لم تكن العلاقة جيدة بين وكيع بن حسان ووالي خراسان يزيد بن المهلب، وكانت علاقة عداوة منذ تولية الخليفة الأموي سليمان بن عبد الملك ليزيد بن المهلب على خراسان، وكان بينهما جفاء كبير، ولما عزل الخليفة الأموي عمر بن عبد العزيز يزيد بن المهلب وولى مكانه عدي بن أرطاة الفزاري كانت علاقة وكيع به جيدة، ولما كلف الخليفة عمر بن عبد العزيز ابن أرطاة بالقبض على يزيد وإرساله إلى السجن، أوكل ابن أرطاة هذه المهمة لوكيع بن حسان بن أبي سُود التميمي، فسار إليه وقبض عليه وقيده بالسلاسل والوثاق، ثم حمله من خراسان إلى عين التمر حيث سلمه هناك لجنود الخليفة الذين أودعوه في السجن، ولما كان وكيع في نهر أبان في سفينة ومعه يزيد بن المهلب موثقاً، إعترضهم جماعة كبيرة من الأزد وهم قومه يزيد، فقطع وكيع قلس السفينة بسيفه، ثم وضعه على رقبة يزيد وحلف بالله أن يقتل يزيد إن لم يذهبوا ويتفرقوا، فأمرهم يزيد بالتفرق.

## قتلهقتيبة بن مسلم الباهليوولايته علىخراسان

### مقتل قتيبة بن مسلم الباهلي
في عام 96 هـ توفي الخليفة الأموي الوليد بن عبد الملك، وولي الخلافة مكانه أخوه سليمان بن عبد الملك، فأراد قتيبة بن مسلم أن ينزع يد الطاعة، ويستقل بما تحته من بلدان خراسان، وخرج باهله إلى فرغانة، واستغل وكيع بن حسان بن أبي سُوَد التميمي ذلك لينتقم من قتيبة بن مسلم للجفاء الذين بينهما، وكان قتيبة قد حاول خلع الخليفة، ولكن لم يجبه أحد من الجند، الذين معه فشتم القبائل كلها، فأجمعت القبائل على خلعه والإنتقام منه لذلك، وأرادت القبائل اليمانية ومن معهم من قبائل ربيعة أن يولوا عليهم الحظين بن المنذر الشيباني فأبى ذلك وقال لهم؛ «هل دعوتم إلى أمركم هذا أحد من بني تميم»، قالوا لا ولا نريد أن ندخلهم في الأمر، فقال لهم الحظين بن المنذر «قد عرفتم أن بني تميم أعد أهل خراسان رجلا عربيا، ومتى تريدوا هذا الأمر يكونوا أشد الناس عليكم، فلا يغرنكم ما كان بينهم وبين قتيبة، فانكم إن لم تدخلوهم في هذا الأمر، لم يسلموه أبدا، فإن نصرته تميم تجمعت له مضر، وإن اجتمعت مضر، وقد علمتم أنهم جنود خراسان وبيت المال معهم، والمال لهم والسلطان لهم، وعندها لم ير بعضنا مصرع بعض»، ثم إعتذر عن قيادتهم وقال لا ناقة لي ولا جمل بالرئاسة، فقالوا وما الرأي ؟، قال الحظين «إنه لا يمكن لهذا الأمر غير وكيع بن حسان بن أبي سُوَد التميمي، فإنه رجل مقدام بطل، لا ينظر في العاقبة، وله قبيلة تطيعه، وتقبل منه، فصيروا إليه.»، فأتوا وكيعاً وبايعوه سراً لخوفهم من قتيبة، فأخبر بذلك ضرار بن الحصين التميمي قتيبة بن مسلم، ووضح أمر وكيع بن أبي سُوَد، فبعث قتيبة إلى وكيع عبد الله بن رالان العدوي وأمره أن يأمر وكيع بالمسير إليه، فأبى وكيع وتعلل أنه مريض لا يقدر على القدوم، فغضب قتيبة وأرسل رئيس شرطته ورقاء بن نصر الباهلي، وأمره أن ياتي بوكيع بالقوة، وإن أبى فليقتله، عندها لبس وكيع بن حسان بن أبي سُوَد درعه، وتقلد سيفه، وأخذ سلاحه، ثم نأدى «يا خيل الله أركبي إلى وكيع وأبشري» وأعلن الثورة على قتيبة، فحضر إليه على الفور مائة فارس من قومه بني تميم، ثم تتابع قدوم الناس إلى وكيع، وأخذ وكيع بن أبي سُوَد يقول:
```
وسار بالجيش إلى قصر قتيبة بن مسلم، ولقاهم أخوه 
صالح بن مسلم الباهلي
 فرماه رجل من أصحاب وكيع يقال له سليمان الضبي التميمي فقتله، وهرب عبد الله بن مسلم فأدركوه وقتلوه، ودنى وكيع بن حسان ومعه عشرة فرسان من تميم من فسطاط قتيبة فقتله مع أهل بيته
[
72
]
[
73
]
[
74
]
، وأمر وكيع بن حسان بصلبهم وعددهم أحد عشر رجلاً من بني مسلم
[
75
]
[
76
]
، ولم نجو من بني مسلم إلا عمرو بن مسلم وكان خارج خراسان، وضرار بن مسلم وقد حماه بني تميم وكانوا أخواله فنجى، وخطب وكيع بعد قتل قتيبة، واستيلاه على خراسان، ثم قال :
```

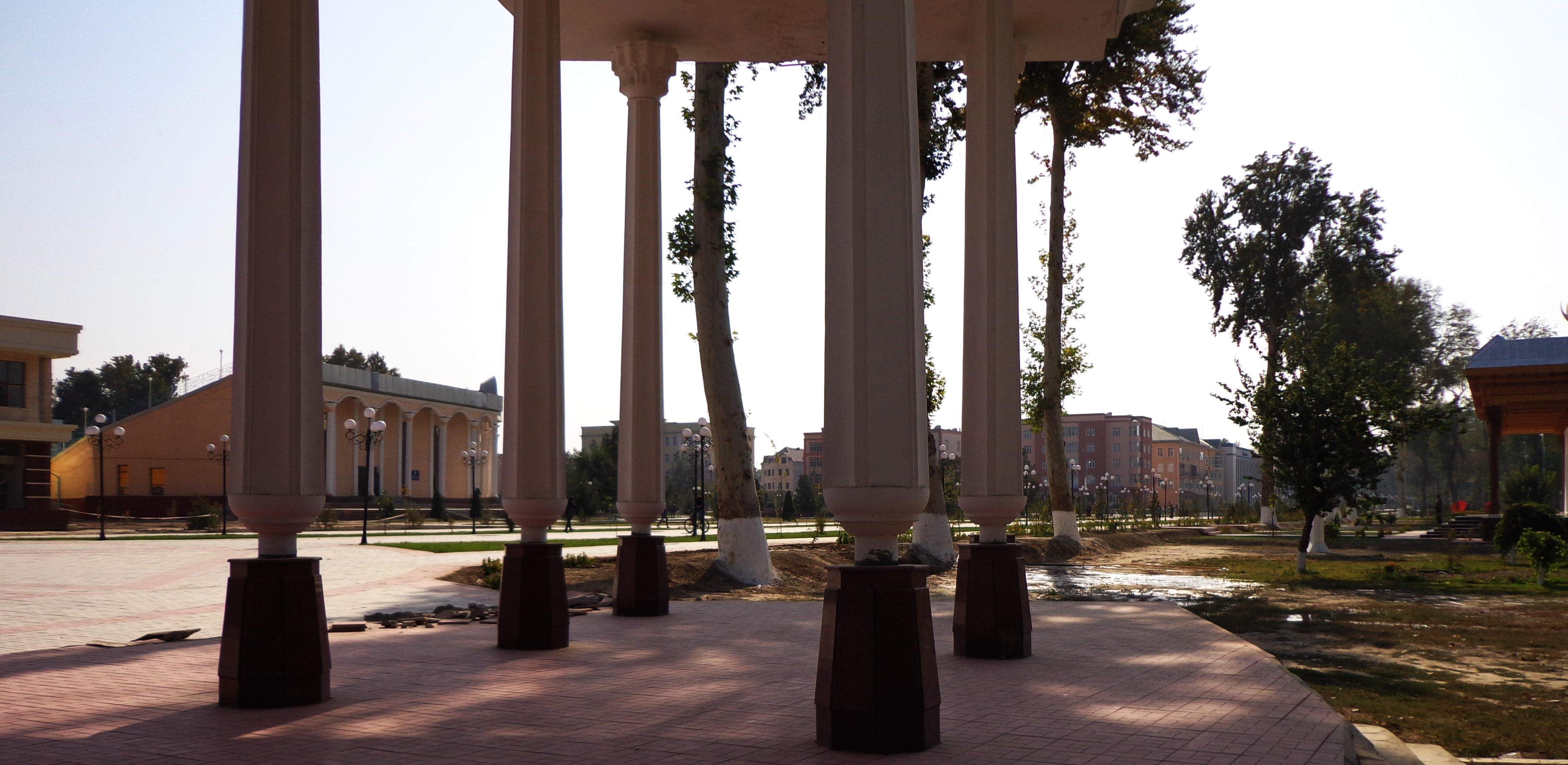
مدينة فرغانة في أوزبكستان حيث قتل وكيع بن أبي سُوَد قتيبة بن مسلم الباهلي.

ثم أرسل رأس قتيبة ومن معه من بني مسلم إلى الخليفة سليمان بن عبد الملك في دمشق، وقال نهار بن توسعة البكري يمدح وكيع ويذكر قتله لقتيبة:
وقال الفرزدق وهو في مكة يذكر وقعة وكيع في فرغانة:
وقال الفرزدق ايضاً في وقعة فرغانة:

### إمارته علىخراسان

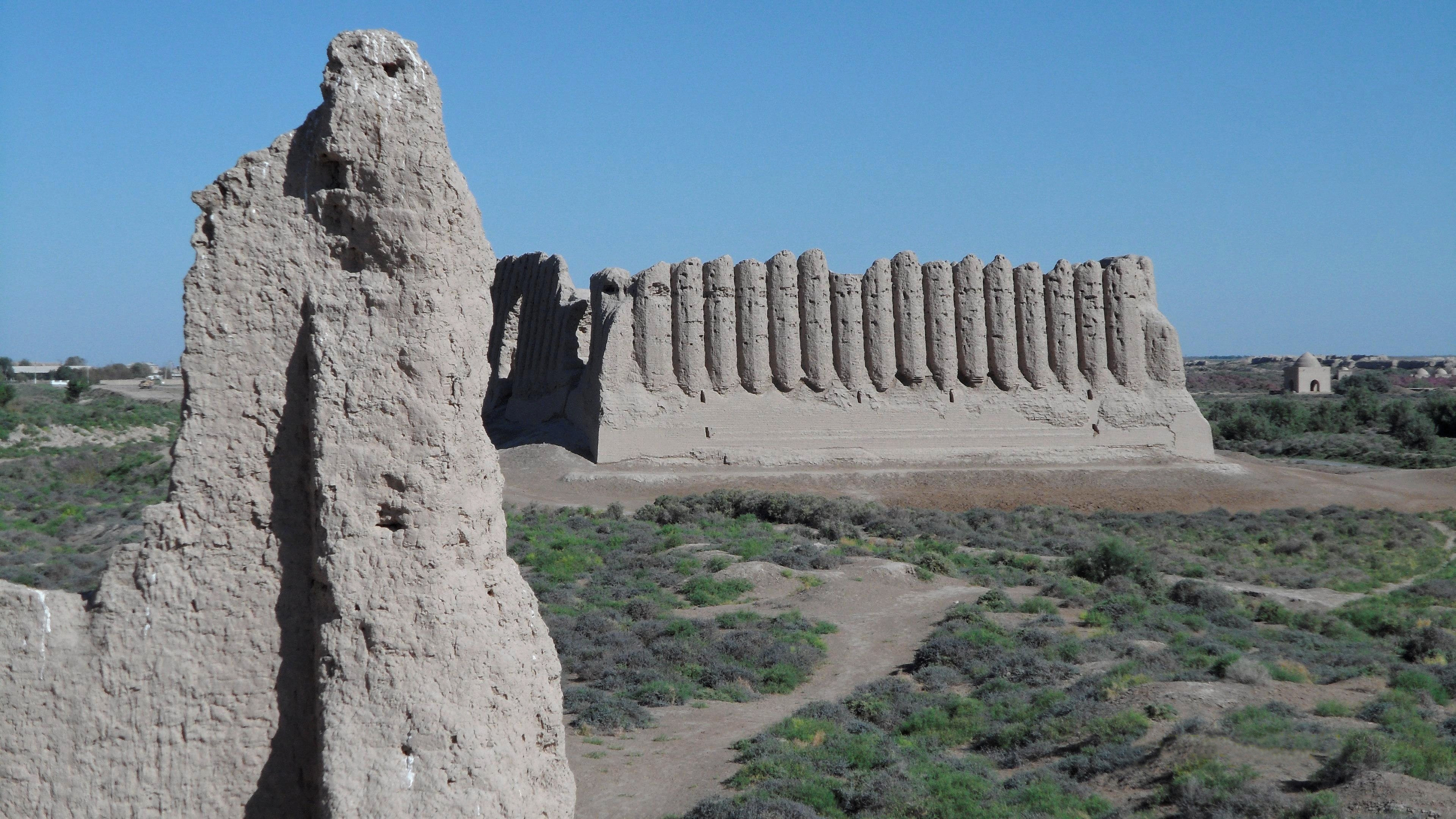
إطلالة أحد القصور التاريخية في مدينة مرو التي كانت عاصمة خراسان زمن الدولة الأموية ومقر الأمراء.

وقد تولى وكيع بن حسان بن أبي سُوَد التميمي إمارة خراسان بعد قتله لقتيبة بن مسلم الباهلي وصلبه، وقد إتخذ وكيع نهجاً صارماً وشديداً في إدارة خراسان، وتمكن بفضل سياسة القوة التي كان يستعملها من أن يضبط جميع مدن وأقاليم خراسان الواسعة وإبقائها تحت سلطانه، كما خضعت له القبائل العربية جميعها في خراسان ودفعوا له الزكاة، وأعلنوا له الطاعة، وأرسل له دهاقين العجم الهدايا والذهب، وكان وكيع يخطب على المنبر ويقول لا أعاقب بالسوط، إنما أعاقب بالسيف، وبسبب سياسة وكيع بن أبي سُوَد مع أهل خراسان وحكمهم بالشدة والقسوة، تحنن البعض إلى أيام قتيبة وقالوا أن قسوته مهما عظمت، فهي أقل من قسوة وكيع وشدته، ومن ذلك قول شاعر من أهل خراسان يصف ذلك:
وكان الشاعر الشمردل بن شريك واخوه قد غزواً مع وكيع بن حسان بن أبي سُوَد في إمارته، وكانوا من ضمن جيوشه في قتال الترك، فاستشهد اخوه في تلك الحروب، فقال الشمردل بن شريك يرثيه، ويذكر أنهم قد ثأروا ممن قتله وقتلوه:
ومع شدة وكيع وقسوته مع أهل خراسان فقد كان عادلاً مُهاباً، لا يرضى بالظلم، فبعد أن قتل وكيع قتيبة بن مسلم وهو من باهلة، أخذ بعض الجند ينهبون من وجدوه من قبيلة باهلة، فغضب وكيع من ذلك وساءه، ونادى في العسكر؛ «من أخذ من سلب باهلة شيئاً ولم يرده فقد حل لي دمه.»، فخافه الناس جميعاً، وردوا جميع ما أخذوه من أسلاب باهلة، إلا رجلاً أبى أن يعيد ما أخذه منهم، فقدمه وكيع وقال؛ ألم تسمع ماقلت، ثم ضرب عنقه، ولم يرضى وكيع بظلم باهلة قوم قتيبة، وأن يأخذهم بجريرة قتيبة، كما أن قتيبة قد رفع الأسعار في السلع في خراسان، فلما ولي وكيع خطب بالناس، وذكر ما كان من إغلاء قتيبة للأسعار وأنه سينزلها هو حتى يكون القفيز وهو يساوي اليوم ستة عشراً كيلو غرام بأربعة دراهم، ثم أمرهم بالصلاة على النبي ﷺ ونزل.
وذكر أبو الحسن المدائني أن وكيع بن حسان بن أبي سُوَد إحتوى على جميع بلاد خراسان، وأقام بها تسعة أشهر وقيل عشرة أشهر، يولي الولاة ويعزلهم، ويجبي الخراج من أهلها، أما ابن خلكان فقد نقل عن مؤرخ خراسان الحسين بن أحمد السلامي أن مدة إمارة وكيع بن أبي سُوَد على خراسان تسع سنين، وسبعة أشهر.

## وفاته

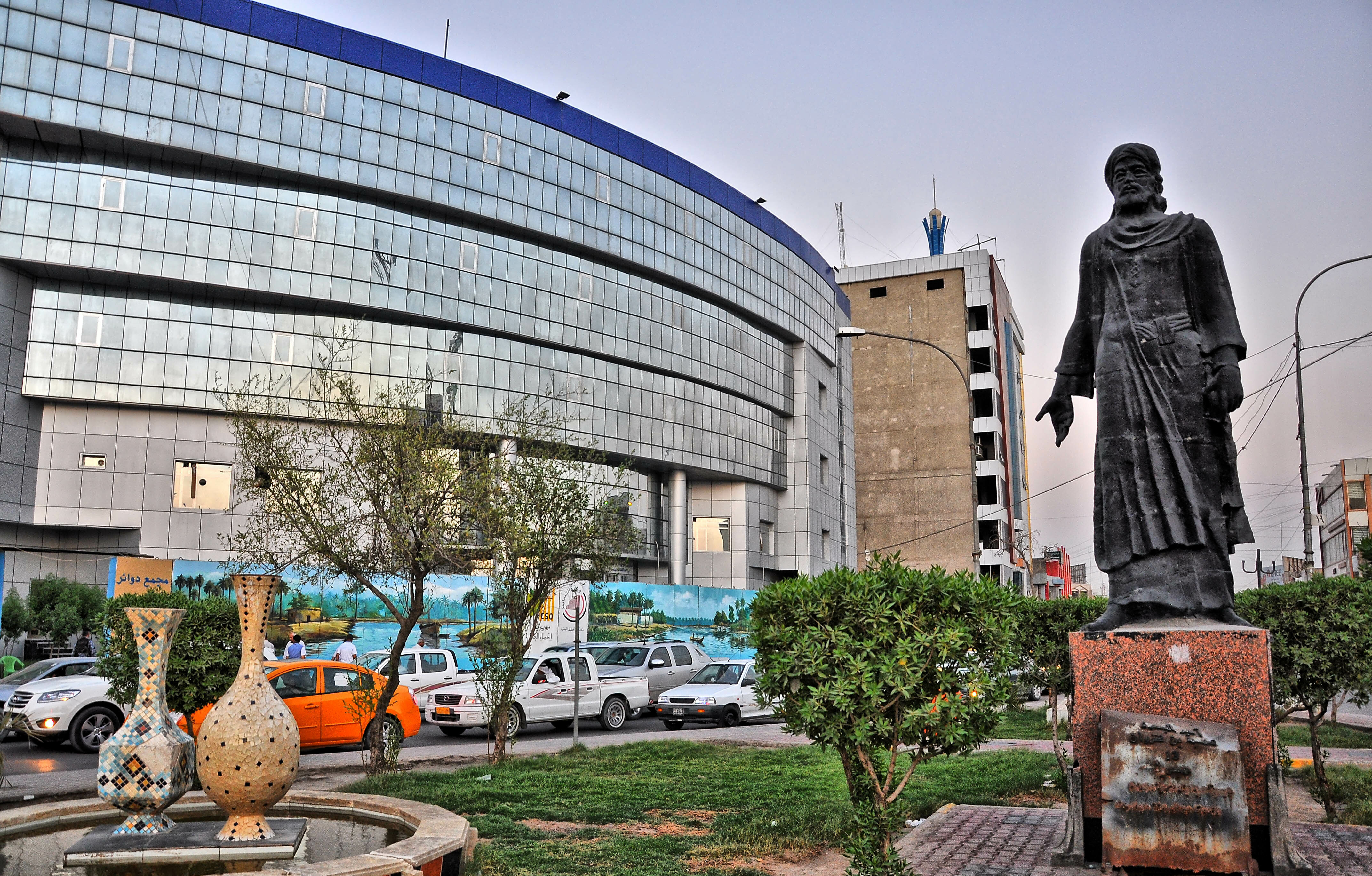
مدينة البصرة التي توفي فيها وكيع ويظهر بالصورة تمثال عتبة بن غزوان مؤسس البصرة.

بعد عزله عن إمارة خراسان، وقبضه على يزيد بن المهلب وتسليمه لجنود الخليفة الأموي عمر بن عبد العزيز في عين التمر، لازم وكيع قومه بني تميم وأقام بينهم في البصرة ثم مرض وتوفي بها عام 101 هـ، وذكر المبرد أن أمير العراق عدي بن أرطاة الفزاري عاد وكيع بن أبي سُوَد وهو يحتضر في مرضه، فقال له؛ كيف أصبحت يا أبا مُطَرف ؟ فقال وكيع؛ أراني وثاباً على العتب، أكالاً للعصب، فضحك عدي، فما وصل عدي منزله حتى سمع الواعية عليه.
وقال البلاذري أن وكيع قدم إلى الحسن البصري فقام الحسن وأعطاه نعليه، فقيل له؛ أتعطيه مع جفائه ؟ فقال الحسن؛ «بلغني أن في جسده كذا وكذا طعنة وضربة في سبيل الله، وأنا أكرمه لذلك».
وقال الفرزدق لما بلغه وفاة وكيع بن أبي سُوَد يرثيه ويذكر جهاده وبلاءه:
وقال الفرزدق ايضاً يرثيه:
وقد أكثر الفرزدق من رثائه معبراً عن عظيم الحزن الذي ألم به بعد معرفته بموته:

### هوامش
1. ↑  روى أبو وكيع حسان بن قيس أنه سمع النبي ﷺ يقول «اليمين الفاجرة التي يقتطع بها الرجل مالَ المسلم تُعْقِم الرحم» قال ابن حجر هذا حديث مرسل.
2. ↑  قال ياقوت الحموي من أعظم مدن ما وراء النهر وأجلّها، يعبر إليها من آمل الشّطّ، وبينها وبين جيحون يومان من هذا الوجه، وكانت قاعدة ملك السامانية، وليس بما وراء النهر وخراسان بلدة أهلها أحسن قياما بالعمارة على ضياعهم من أهل بخارى ولا أكثر عددا على قدرها في المساحة، وبها شيء كثير من القصور والبساتين والمحالّ والسكك المفترشة والقرى المتصلة سور يكون اثني عشر فرسخا في مثلها يجمع هذه القصور والأبنية والقرى والقصبة، فلا ترى في خلال ذلك قفارا ولا خرابا.
3. ↑  قال ياقوت الحموي يراد به ما وراء نهر جيحون بخراسان، فما كان في شرقيه يقال له بلاد الهياطلة وفي الإسلام سموه ما وراء النهر، وما كان في غربيّة فهو خراسان وولاية خوارزم، وخوارزم ليست من خراسان إنما هي إقليم برأسه، وما وراء النهر من أنزه الأقاليم وأخصبها وأكثرها خيرا وأهلها يرجعون إلى رغبة في الخير والسخاء واستجابة لمن دعاهم إليه مع قلة غائلة وسماحة بما ملكت أيديهم مع شدة شوكة ومنعة وبأس وعدة وآلة وكراع وسلاح.
4. ↑  قال ياقوت الحموي هي كورة عجيبة قصبتها سمرقند، وقيل: هما صغدان صغد سمرقند وصغد بخارى، وقيل: جنان الدنيا أربع: غوطة دمشق وصغد سمرقند ونهر الأبلّة وشعب بوّان، وهي قرى متصلة خلال الأشجار والبساتين من سمرقند إلى قريب من بخارى لا تبين القرية حتى تأتيها لالتحاف الأشجار بها، وهي من أطيب أرض الله، كثيرة الأشجار غزيرة الأنهار متجاوبة الأطيار.
5. ↑  قال الإصطخري هي أكبر مدينة بطخارستان طالقان، وهي مدينة في مستوى من الأرض وبينها وبين الجبل غلوة سهم، ولها نهر كبير وبساتين، ومقدار الطالقان نحو ثلث بلخ ثم يليها في الكبر وزوالين.
6. ↑  ذكر أحمد بن أعثم الكوفي أن وكيع بن حسان بن أبي سُوَد قال موبخاً ليزيد بن المهلب الحمد لله الذي أذلك، وأوهن أمرك، وصغر قدرك، وقصر يدك، فنطقت فيك غير مقمع ولا مبكت، فالآن توعّر ما استسهلت وتجازى بما استحللت، وتكافأ بما فعلت، فإنما فتحت خراسان فتح الخونة وقد كانت قبل ذلك مكنونة، ثم تشكو نعماي إليك، ولأحسن بلائي لديك، فاردد عليّ يا عدو نفسه ما لم تكسبه أنت ولا آباؤك من قبلك.

## وصلات خارجية
- ترجمة وكيع بن حسان من كتاب المعارف للدينوري  - أرشيف الإنترنت.
- ترجمة وكيع بن حسان من كتاب أنساب الأشراف للبلاذري  - أرشيف الإنترنت.

| المناصب السياسية           | المناصب السياسية                        | المناصب السياسية    |
| -------------------------- | --------------------------------------- | ------------------- |
| سبقه قتيبة بن مسلم الباهلي | أمير خراسان 96 هـ – 97 هـ (714م – 716م) | تبعه يزيد بن المهلب |